# Ischnocalanus tenuis
Ischnocalanus tenuis är en kräftdjursart som först beskrevs av Farran 1926.  Ischnocalanus tenuis ingår i släktet Ischnocalanus och familjen Paracalanidae. Inga underarter finns listade i Catalogue of Life.